# International Committee on Taxonomy of Viruses

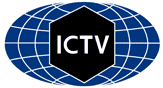
Logo dell'International Committee on Taxonomy of Viruses (ICTV)

La Commissione Internazionale per la Tassonomia dei Virus - in inglese International Committee on Taxonomy of Viruses (ICTV) - è un comitato che autorizza e organizza la classificazione dei virus, sviluppando così uno schema universale di classificazione tassonomica con l'obiettivo di descrivere tutti i virus di un organismo vivo. I membri del comitato sono considerati esperti mondiali nel campo dei virus.
L'ICTV tenta di conseguire una classificazione universale che possa funzionare come standard necessario per la classificazione dei virus, regolando la descrizione formale dei nuovi ceppi e ordinando la loro ubicazione dentro lo schema classificatorio. Si tenta di far sì che le regole di nomenclatura e classificazione si rassomiglino il più possibile allo standard tradizionale della classificazione degli organismi utilizzando alcune loro categorie, suffissi che indicano il rango tassonomico e applicando il corsivo ai nomi dei taxa.